# Dörnitz
Dörnitz er en landsby, og tidligere kommune i landkreis Jerichower Land i den tyske delstat Sachsen-Anhalt. Dörnitz hørte under Verwaltungsgemeinschaft Möckern-Loburg-Fläming, men blev 1. januar 2009 indlemmet i byen Möckern.

## Geografi
Dörnitz ligger ca. 9 km sydvest for Ziesar og 35 km øst for Magdeburg.
Til kommunen hører landsbyen Altengrabow, ved det militære øvelsesområde Altengrabow som blev oprettet 1893. Gennem området løber Gloine.